# Руски двор у Шиду
Руски двор у Шиду, као летња резиденција Василија Божичковића, бискупа новоканонизоване унијатске бискупије, подигнута је око 1780. године. Зграда као непокретно културно добро има статус споменика културе од великог значаја.

## Историјат
Крижевачка бискупија је основана 1777. године, а од 1920. године па све до 2002. године у згради је био манастир сестара Василијанки, а у послератним годинама сиротиште и интернат. Почетком треће деценије 20. века ту је основан самостан гркокатоличких редовница (Русина), док је за време Другог светског рата у згради била смештена партизанска болница. После рата се у згради „Руског двора“ налазила музичка школа, док је данас то поново самостан гркокатоличких редовница.

## Архитектура
У оквиру правоугаоне једноспратне грађевине типичне за другу половину 18. века, пројектована је црква смештена у јужном тракту. Скромно обрађено зидно платно рашчлањено је кордонским венцем, плитким пиластрима и профилацијом која наглашава главни улаз. Поред стрмог четвороводног крова, посебан акценат композицији даје богатије обликовани забат над улазом у цркву и барокни звоник, указујући својом издвојеношћу на намену овог дела зграде. 